# Strobilanthes steenisiana
Strobilanthes steenisiana är en akantusväxtart som beskrevs av J.R.Bennett. Strobilanthes steenisiana ingår i släktet Strobilanthes och familjen akantusväxter. Inga underarter finns listade i Catalogue of Life.